# Psychotria gracilenta
Psychotria gracilenta är en måreväxtart som beskrevs av Johannes Müller Argoviensis. Psychotria gracilenta ingår i släktet Psychotria och familjen måreväxter. Inga underarter finns listade i Catalogue of Life.